# Nun komm, der Heiden Heiland (BWV 61)
Pour les articles homonymes, voir Nun komm, der Heiden Heiland.
Nun komm, der Heiden Heiland (Viens maintenant, Sauveur des païens) BWV 61, est une cantate de Johann Sebastian Bach écrite à Weimar en 1714.

## Historique
Bach écrivit la cantate à Weimar pendant sa première année comme organiste de la cour de Johann Ernst de Saxe-Weimar pour le premier dimanche de l'Avent et la dirigea dans la chapelle du château le 2 décembre 1714.
Pour cette destination liturgique, deux autres cantates ont franchi le seuil de la postérité : les BWV 36 et 62.
Les lectures prescrites pour ce dimanche étaient Romains 13:11-14 (« la nuit est avancée, le jour viendra ») et Matthieu 21:1-9 (l'Entrée à Jérusalem). Le texte de la cantate est de Erdmann Neumeister, qui reprend le premier vers « Nun komm, der Heiden Heiland » de Martin Luther au 1er mouvement, l'Apocalypse 3:20, « Siehe, ich stehe vor der Tür und klopfe an. So jemand meine Stimme hören wird und die Tür auftun, zu dem werde ich eingehen und das Abendmahl mit ihm halten und er mit mir » pour le 4e mouvement et la fin du dernier verset de « Wie schön leuchtet der Morgenstern  » de Philipp Nicolai pour le choral de clôture. Le poète associe les idées de l'entrée de Jésus à Jérusalem et l'annonce de son retour, comme dans l'Apocalypse, à la prière d'entrer aussi dans le cœur de chaque chrétien.
Bach dirigea de nouveau la cantate au cours de sa première année à Leipzig, le 28 novembre 1723 et peut-être le 1er décembre 1736.

## Structure et instrumentation
Comme les autres cantates écrites à Weimar, celle-ci est conçue pour petit ensemble, deux violons, deux altos et basse continue, trois solistes (soprano, ténor, basse) et un chœur à quatre voix.
Il y a six mouvements :
1. chœur : « Nun komm, der Heiden Heiland »
2. récitatif (ténor) : « Der Heiland ist gekommen »
3. aria (ténor) : « Komm, Jesu, komm zu deiner Kirche »
4. récitatif (basse) : « Siehe, ich stehe vor der Tür »
5. aria (soprano) : « Öffne dich, mein ganzes Herze »
6. choral : « Amen, Amen, komm du schöne Freudenkrone »

## Musique
Le premier dimanche de l'Avent commence l'année liturgique. À cette occasion Bach créa un chœur d'ouverture en forme de fantaisie chorale, comme une ouverture à la française suivant la séquence, lent, rapide (fugue), lent. Deux des quatre lignes de la mélodie du choral se combinent dans la première partie lente, la troisième ligne est traitée comme un mouvement fugué, la quatrième ligne dans la dernière partie lente. La mélodie de la première ligne apparaît d'abord en continuo puis est reprise par toutes les voix les unes après les autres au rythme solennellement ponctué de l'orchestre. La ligne 2 est intégrée en quatre parties dans la texture orchestrale tandis que les instruments jouent colla parte dans la section rapide; la ligne 4 est similaire à la ligne 2
Le récitatif commence secco mais se poursuit en arioso avec imitation du ténor et du continuo. L'aria du ténor est accompagné par l'ensemble des violons et altos à l'unisson. Le 4e mouvement, la citation de la Bible, est confié à la contrebasse en tant que Vox Christi, l'attente est exprimée par les cordes en pizzicato. La réponse est une prière personnelle de la soprano, accompagnée seulement du continuo avec une partie centrale adagio. Dans le choral final, les violons jouent une cinquième voix joyeuse accompagnant le chœur à quatre voix.

## Sources de la traduction
- (de)/(en) Cet article est partiellement ou en totalité issu des articles intitulés en allemand « Nun komm, der Heiden Heiland, BWV 61 » (voir la liste des auteurs) et en anglais « Nun komm, der Heiden Heiland, BWV 61 » (voir la liste des auteurs).